# قناة نور الشام
قناة نور الشام هي فضائية سورية ثقافية اجتماعية بثوب إسلامي، ناطقة باسم الوسطية التي تمتاز بها بلاد الشام، تحمل فكر الاعتدال الديني البعيد عن التعصب والعنف والمهاترات، وتعكس الخطاب الديني الذي يمثله علماء سوريا لمواجهة الفكر المنحرف والتيارات الدينية المتعصبة والمتشددة.موقع القناة

## التأسيس
تمّ إنشاؤها بتوجيه من رئيس الجمهورية بشار الأسد في غرّة شهر رمضان لعام 1432هـ الموافق للعام 2011م، استجابة لمطالب عدد من علماء سوريا وعلى رأسهم محمد سعيد رمضان البوطي.

## الإشراف على نور الشام
تتولى وزارتا الأوقاف والإعلام في الجمهورية العربية السورية مهمة الإشراف على قناة نور الشام، بحيث تختص ووزارة الأوقاف بالإشراف الديني وتسمية العلماء الثقات لحمل رسالة القناة. ولوزارة الإعلام تسمية الكادر الإدراي والفني وتجهيز الاستديوهات والمكاتب ومعدات التصوير والكوادر اللازمة.

## أهداف القناة
تهدف نور الشام إلى نشر منهج الدعوة الإسلامية الوسطي الأصيل، القائم على نهج الكتاب والسنة والإجماع، مع تقديم صورة مشرقة عن الإسلام بحقيقته اللطيفة السمحة، مع مواكبة المتغيرات في عالم الإعلام والتقنية الحديثة ووسائل الاتصال، وترسيخ الهوية الإسلامية ورسالتها التنويرية، وتصحيح صورة الإسلام في الغرب، والتواصل مع أبناء سوريا في بلاد الاغتراب لتغذية أفكارهم بالمنهج السديد.

## سياسة القناة
1. احترام مبدأ المواطنة والإخاء الديني.
2. اعتماد المنهج الوسطي البعيد عن إثارة النعرات الطائفية أو المذهبية في جميع برامج القناة.
3. تشجيع الحوار والتواصل واحترام الآخر، والانفتاح على كافة المناهج والوسائل والتقنيات المعاصرة.
4. الابتعاد عن كل فكرٍ يتقوقع ضمن دوائر ضيقة لا تتسق ودعوة الإسلام لإعمال الفكر وتفتح العقل.
5. تكريس الخطاب الديني التنويري غير المنفر، لنشر ثقافة التسامح وإشاعة المحبة والتفاؤل.
6. اعتماد اللغة العربية الفصحى في البرامج والحوارات والندوات.

## ترددات البث
- يوتلسات مدار نايلسات 10921 V
- عربسات (بدر4) 12054 V

## وصلات خارجية
- صفحة الفيسبوك
- قناة اليوتيوب
- البث المباشر